# Tom Monaghan
Thomas Monaghan (ur. 25 marca 1937 w Ann Arbor, Michigan) – amerykański przedsiębiorca i filantrop, założyciel sieci pizzerii Domino’s Pizza.

## Życiorys
Przedsiębiorstwo Domino’s Pizza, które przyniosło mu wielki majątek, sprzedał w 1998. W 1983 założył fundację "Ave Maria Foundation", która wspiera liczne projekty Kościoła katolickiego w Stanach Zjednoczonych. Powołał do życia m.in. także Centrum Prawa i Sprawiedliwości im. Tomasza Morusa, które interweniuje w sytuacjach, gdy zagrożone są wolność wypowiedzi, wyznania i sumienia chrześcijan w USA.
W 2003 założył Uniwersytet Katolicki Ave Maria koło Naples, w którym obowiązuje surowy katolicki kodeks honorowy. Wokół uczelni i kampusu uniwersyteckiego powstało miasto Ave Maria.

## Życie prywatne
Thomas Monaghan jest żonaty od 1962 r. z  Marjorie Zybach, z którą ma cztery córki.